# Colorado – Zwei Halunken im Goldrausch
Colorado – Zwei Halunken im Goldrausch (Originaltitel: Amico mio… frega tu… che frego io!) ist ein komödiantischer Italo-Western von Demofilo Fidani, der vom Fernsehen in Deutschland erstaufgeführt wurde.

## Handlung
Der junge Bandit Mark und der Prediger Jonas, der schon bessere Tage gesehen hat, treffen immer wieder aufeinander. Eines Tages entdecken sie eine Goldmine in den Rocky Mountains und erfahren, dass Gangsterboss Muller mit seiner Bande die Bewohner des nicht weit gelegenen Städtchens völlig unter seiner Knute hält, da er die ehrlichen Leute, die tagsüber in der Mine arbeiten, abends in seiner Kneipe um ihr Geld bringt. Mark und Jonas machen gemeinsame Sache und erledigen den Mann. Der dankbare Bürgermeister ernennt die beiden zu Helden.

## Kritiken
„Einer der letzten Fidani-Western, und ein reiner Spaßwestern dazu. ...Viele der Jokes sind hartes Brot.“

„Schlechter, aber trotzdem unterhaltsamer Film über zwei Kleinganoven des Trashregisseurs Fidani.“

## Synchronisation
Gordon Mitchell wird von Michael Telloke, Ettore Manni von Andreas Mannkopff gesprochen.